# Maria Verónica Reina
Maria Verónica Reina (ur. lata 60 XX wieku, zm. 27 października 2017 w Rosario) – argentyńska psycholożka edukacyjna i aktywistka, która prowadziła międzynarodową kampanię na rzecz praw osób niepełnosprawnych. Reprezentując Międzynarodowe Konsorcjum ds. Niepełnosprawności i Rozwoju, była wiodącym uczestnikiem negocjacji w sprawie Konwencji Narodów Zjednoczonych o prawach osób niepełnosprawnych. 

## Wczesne życie
Urodziła się w Argentynie na początku lat 60. Stała się osobą niepełnosprawna w wyniku wypadku samochodowego. Miała wówczas 17 lat i była na ostatnim roku nauki w szkole. Po pobycie w szpitalu była jednak w stanie ukończyć szkołę. Miała nadzieję, że zostanie nauczycielem, ale odmówiono jej wstępu na studia edukacyjne, ponieważ osoby niepełnosprawne nie były upoważnione do nauczania w Argentynie. Udało jej się przezwyciężyć te trudności, decydując się na psychologię edukacyjną, kończąc studia na Universidad Católica de Santa Fe (Katolicki Uniwersytet w Santa Fe). Następnie zdobyła tytuł magistra w zakresie otwartego i zdalnego uczenia się i nauczania na hiszpańskim National University of Distance Education. 

## Kariera
Reina zdobyła doświadczenie pracując w różnych instytucjach, w tym: Instytut Uniwersytecki San Martin w Rosario w Argentynie; Argentyńska Organizacja Osób Niepełnosprawnych, Cilsa; Center for International Rehabilitation, Chicago (1997); Institute for International Disability Advocacy; Institute for International Cooperation and Development; Institute for International Disability Advocacy; Center for International Rehabilitation. 
Od 2006 roku była dyrektorką projektów międzynarodowych w Burton Blatt Institute (BBI) uniwersytetu Syracuse University w Waszyngtonie. W 2008, przy wsparciu BBI i Banku Światowego, została mianowana główną dyrektorką wykonawczą Global Partnership for Disability and Development. Organizacja ma na celu promowanie włączenia osób niepełnosprawnych do polityk i praktyk za pośrednictwem agencji rozwoju. Była szczególnie aktywna w komitecie United Nations Ad Hoc Committee for the Disability Convention. 
W negocjacjach dotyczących Konwencji ONZ przewodziła koalicji organizacji z całego świata działających na rzecz praw osób niepełnosprawnych. Jej praca miała pomóc w realizacji celu konwencji tj. realizacji powszechnych praw człowieka dla osób niepełnosprawnych w integracyjnym, dostępnym i zrównoważonym świecie. Skutecznie moderowała komunikację i osiągnęła konsensus wśród interesariuszy o różnych zainteresowaniach. Przewodniczyła spotkaniom i konferencjom, moderowała komunikację oraz koordynowała tłumaczenie i dystrybucję dokumentacji w języku hiszpańskim dla Ameryki Łacińskiej. 
Na kilka miesięcy przed śmiercią pomagała promować skuteczność Grupy Interesariuszy Osób Niepełnosprawnych w ramach Międzynarodowego Sojuszu Niepełnosprawności. Na spotkaniu konsultacyjnym ONZ w Buenos Aires starała się wzmocnić rolę społeczności osób niepełnosprawnych we wdrażaniu Konwencji o prawach osób niepełnosprawnych. 
Maria Verónica Reina zmarła w swoim rodzinnym mieście, Rosario, 27 października 2017. Miała 54 lata. 